# Rozs István
Idősebb dr. Rozs István (Kaposvár, 1857. február 9. – Pécs, 1942. január 15.) orvos vezérőrnagy, a Ferenc József-rend lovagja.

## Élete
Rozs István és Pektor Terézia fiaként született kaposvári polgári családban. Középiskolai tanulmányainak elvégzése után, 1883-ban a Budapesti Tudományegyetemen szerezte meg orvosi oklevelét. Budapest, Pozsony, Kaposvár, Sopron, Munkács, Kolozsvár és Marosvásárhelyen eltöltött működése után 1912-ben került a pécsi honvédkórházhoz parancsnoknak ahol 1914-ig működött. Az első világháború alatt a pécsi cs. és kir tartalékkórház élén állt és 1919 január első napjaiban nevezték ki orvostábornoknak. Utána rövidesen nyugalomba is vonult. Érdemeinek elismeréséül több kitüntetésben volt része. Megkapta az 50 és 60 éves jubileumi érmet, a II. osztályú Vöröskeresztet a tiszti díszjelvénnyel, a 25 éves szolgálati keresztet és a Ferenc József-rend tiszti keresztjét.

## Házassága és leszármazottjai
1894. november 24-én Mihályfán feleségül vette az ősrégi zalai nemesi forintosházi Forintos családnak a sarját, forintosházi Forintos Johanna Eleonóra Jozefina (Mihályfa, 1869. október 3.–Budapest, 1952. november 3.) kisasszonyt, akinek a szülei forintosházi Forintos Kálmán (1834–1903), jogász, alszolgabíró, mihályfai földbirtokos, vármegyei bizottsági tag, a "Zala Megyei Gazdasági Egyesület" tagja, virilista, és osztrák származású liebingeni Schöen Johanna (1838–1921) voltak. Az apai nagyszülei forintosházi Forintos Károly (1795–1866) táblabíró, földbirtokos, és pósfai Horváth Eleonóra (1800–1863), a pósfai Horváth családból való volt. Az anyai nagyszülei Josef Schön von Liebingen (1797–1877), jogász és Ksandarszky Johanna voltak. Forintos Johannának a testvérei Forintos Irma (1860–1916), akinek a pósfai Horváth János (1839–1923), a Magyar királyi állami gépgyárának az igazgatója, a Ferenc József-rend lovagja, földbirtokos, valamint forintosházi dr. Forintos Géza (1868–1954), jogász, minisztériumi tanácsos, a vármegyei törvényhatósági bizottságnak a tagja, földbirtokos volt. Dr. Rozs István és forintosházi Forintos Johanna frigyéből született:
- dr. Rozs Kálmán Zoltán (Kaposvár, 1895. szeptember 17.–), orvos.[7] Felesége: Mischinger Margit (Hátszeg, 1896. február 15.–Budapest, 1969. május 31.).[8]
- ifjabb dr. Rozs István Sándor (Sopron, 1898. július 24.–Pécs, 1942. október 6.), orvos, tartalékos orvoshadnagy.[9][10] Neje: Kismányoki Klára.
- Rozs Irén Ilona Stefánia (Budapest, 1896. szeptember 27.–Budapest, 1965. december 9.).[11] Férje: Ehmann Jenő Alajos Ferenc (Pécs, 1886. március 30.–Budapest, 1951. június 26.), miniszteri számtiszt (2.f.: Weininger Margit).[12][13]